# Geschwister-Scholl-Straße (Weimar)

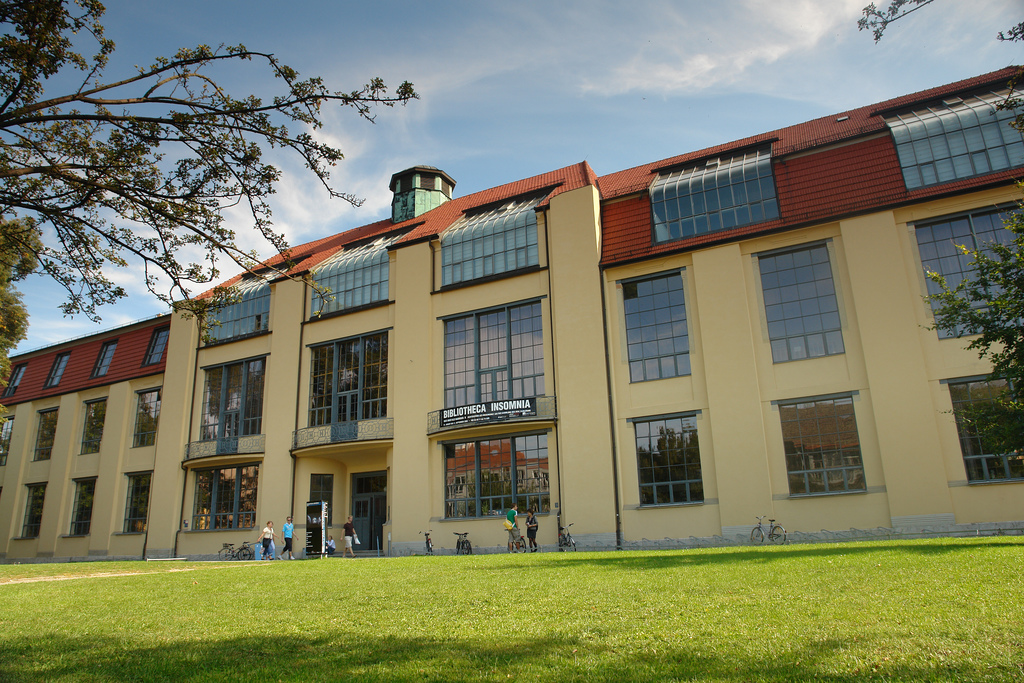
Hauptgebäude der Bauhaus-Universität Weimar

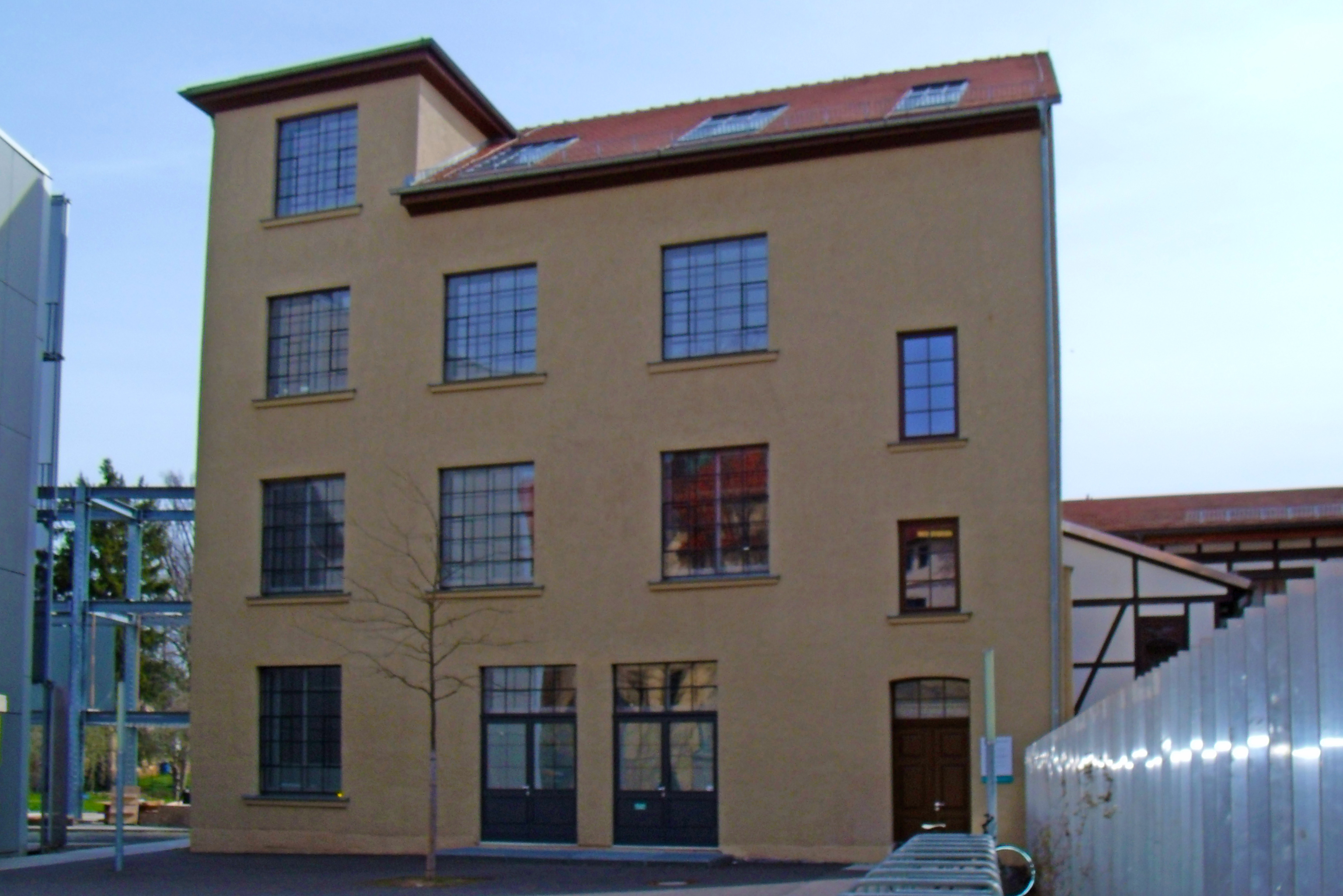
Geschwister-Scholl-Straße 6 in Weimar

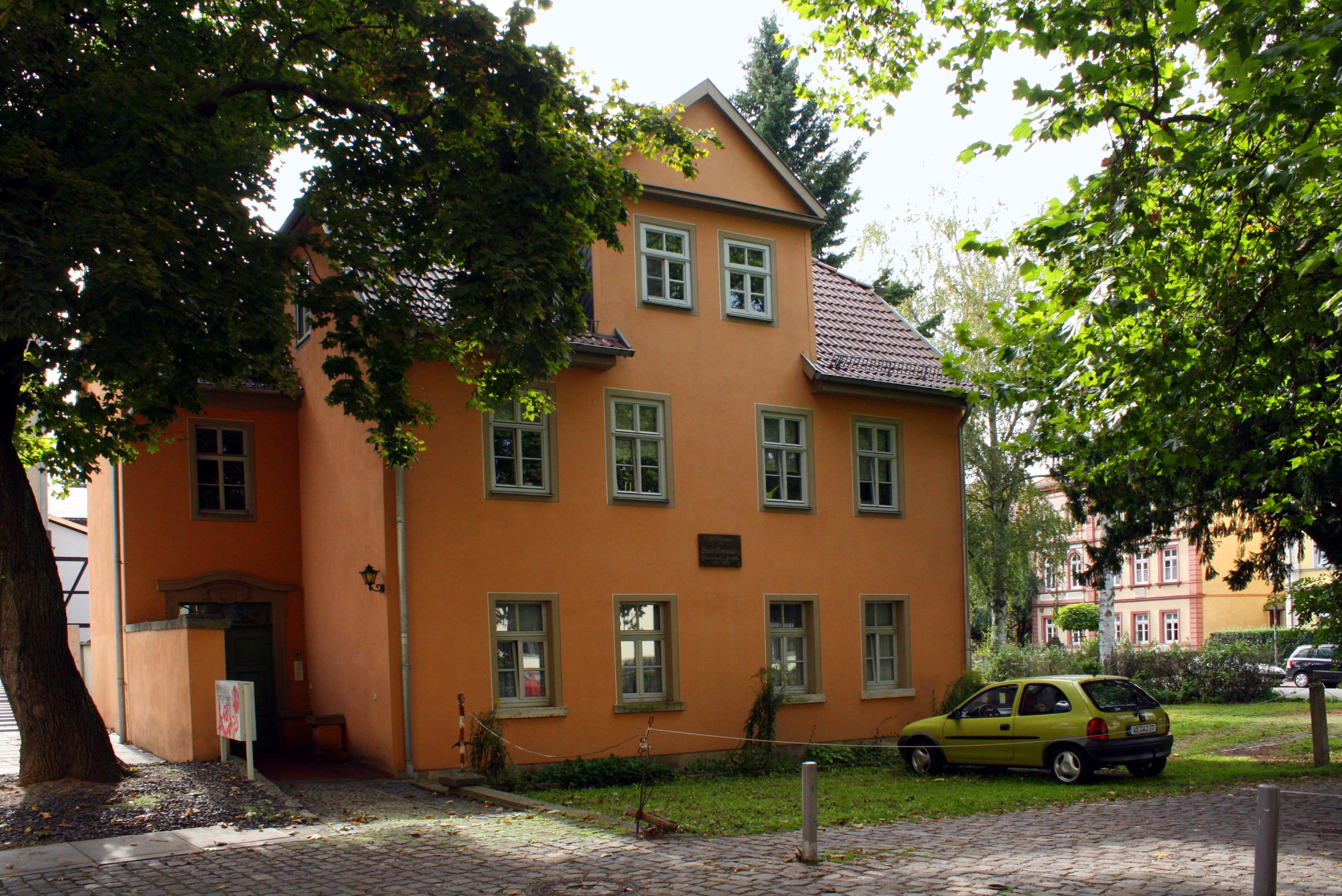
Geschwister-Scholl-Straße 4

Die Geschwister-Scholl-Straße ist ein Straßenzug in der Weimarer Westvorstadt zwischen der Marienstraße und der Karl-Haußknecht-Straße bzw. der Rudolf-Breitscheid-Straße, benannt nach den Geschwistern Scholl. Die Straße hieß einst Kunstschulstraße, wie einem alten Stadtplan von 1915 zu entnehmen ist.
Die Bauhaus-Universität Weimar hat hier ihren Hauptsitz und damit ihren Campus. Das Hauptgebäude der Bauhaus-Universität Geschwister-Scholl-Straße 8 wurde von Henry van de Velde als Ateliergebäude der Großherzoglich-Sächsischen Kunstschule bzw. Kunstgewerbeschule entworfen und von 1904 bis 1911 errichtet. Die Hausnummer 6 trägt auch die Bezeichnung „Preller-Haus“, benannt nach Louis Preller. Die Hausnummer 4 war das Wohnhaus des Malers Friedrich Mardersteig. Die Hausnummer 7 ist ein 1906 ebenfalls von van de Velde entworfener Bau.  
Der gesamte Straßenzug steht auf der Liste der Kulturdenkmale in Weimar (Sachgesamtheiten und Ensembles). Die einzelnen Gebäude der Bauhaus-Universität Weimar, die hier beheimatet ist, stehen auf der Liste der Kulturdenkmale in Weimar (Einzeldenkmale). Die gesamte Geschwister-Scholl-Straße steht zudem auf der Liste der Unesco-Denkmale in Weimar.